# Kleinste potvis

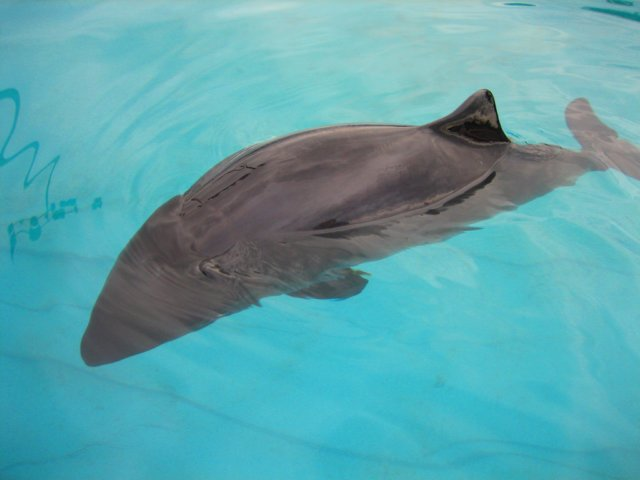
Kleinste potvis

De kleinste potvis (Kogia sima) is een walvis uit de familie der dwergpotvissen (Kogiidae). 

## Verwantschap
Lange tijd werd deze soort als ondersoort van de  dwergpotvis (Kogia breviceps) beschouwd, en pas in 1966 werden de twee opgesplitst in aparte soorten. De dieren zijn de enige twee soorten in het geslacht Kogia en in de familie Kogiidae, die vroeger als onderfamilie Kogiinae van de potvissen (Physeteridae) werd beschouwd.

## Kenmerken
De kleinste potvis is de kleinste walvis; sommige dolfijnen zijn groter. Deze soort weegt 136 tot 272 kilogram en wordt 2,1 tot 2,7 meter lang (beide seksen zijn even groot). Het onderscheid met de dwergpotvis is, behalve de grootte, ook de langere rugvin. Daarnaast heeft de kleinste potvis meer tanden en komt hij dichter bij de kust voor.

## Naamgeving
De naam van de soort werd, als Physeter (Euphysetes) simus, in 1866 voor het eerst gepubliceerd door Owen. Bij plaatsing in het geslacht Kogia Gray, 1846, verandert het grammaticaal geslacht van het epitheton mee.

## Gedrag en verspreiding
De kleinste potvis leeft rond het continentaal plat in alle gematigde en tropische zeeën. Het dier wordt het vaakst gezien in de Golf van Californië, bij de Filipijnen en rond Dominica. In Europa wordt de soort zeer zelden waargenomen.
Hij leeft in groepjes van maximaal tien dieren. Er zijn drie soorten groepjes: de onvolwassen dieren (leven waarschijnlijk dichter bij de kust), de vrouwtjes met kalveren en de gemengde groepen van volwassen mannetjes en vrouwtjes zonder kalveren. 
De kleinste potvis kan ten minste driehonderd meter diep duiken. Onvolwassen dieren duiken minder vaak diep. De belangrijkste voedselbron is inktvis als pijlinktvis, maar ook vis en schaaldieren worden gegeten.

## Voortplanting
Na een draagtijd van 9½ maand wordt één jong van één meter lang geboren. Als de dieren 2,1 tot 2,2 meter lang zijn, zijn ze geslachtsrijp.
Dwergpotvis (Kogia breviceps) · Kleinste potvis (Kogia sima) · Potvis (Physeter macrocephalus)